# Drinking from the Bottle
«Drinking from the Bottle» — песня британского музыканта и продюсера Кельвина Харриса с его третьего альбома 18 Months, записанная при участии британского рэпера Тайни Темпа. Релиз состоялся 27 января 2013 года, и композиция смогла достичь пятого места в UK Singles Chart.

## Видеоклип
Официальный видеоклип появился на канале Харриса в YouTube 21 декабря 2012 года.

## Список композиций
| №  | Название                                             | Длительность |
| -- | ---------------------------------------------------- | ------------ |
| 1. | «Drinking from the Bottle» (при участии Тайни Темпа) | 4:00         |
| 2. | «Drinking from the Bottle» (Andy Light Remix)        | 5:56         |
| 3. | «Drinking from the Bottle» (Extended Mix)            | 6:02         |

## Чарты
| Чарт (2012-13)                             | Наивысшее место |
| ------------------------------------------ | --------------- |
| Австралия (ARIA)                           | 16              |
| Бельгия/Фландрия (Ultratip Bubbling Under) | 3               |
| Чехия (Rádio — Top 100)                    | 40              |
| Ирландия (IRMA)                            | 9               |
| Нидерланды (Single Top 100)                | 50              |
| Новая Зеландия (Recorded Music NZ)         | 35              |
| Румыния                                    | 82              |
| Шотландия (OCC Scotland)                   | 3               |
| Великобритания (OCC UK Singles)            | 5               |
| Великобритания (OCC UK Dance)              | 1               |
| США (Billboard Dance Club Songs)           | 23              |

## Сертификация
| Регион | Сертификация  | Продажи   |
| --- | ------------- | --------- |
| Австралия (ARIA) | 2× Платиновый | 140 000^  |
| Италия (FIMI) | Золотой       | 15 000*   |
| Новая Зеландия (RMNZ) | Золотой       | 7500*     |
| Швеция (GLF) | Платиновый    | 40 000    |
| Великобритания (BPI) | Платиновый    | 600 000   |
| Стриминг |               |           |
| Дания (IFPI Danmark) | Платиновый    | 1 800 000 |
| * Данные о продажах приведены только на основе сертификации. · ^ Данные о тиражах приведены только на основе сертификации. · Данные о продажах + прослушиваниях приведены только на основе сертификации. · Данные только о прослушиваниях приведены на основе сертификации. |               |           |

## История релиза
| Страна         | Дата                | Лейбл                             | Формат               |
| -------------- | ------------------- | --------------------------------- | -------------------- |
| Великобритания | 27 января 2013 года | Deconstruction, Fly Eye, Columbia | Цифровая дистрибуция |